# Tipula (Lunatipula) soosi soosi
Tipula (Lunatipula) soosi soosi is een ondersoort van de tweevleugelige Tipula (Lunatipula) soosi uit de familie langpootmuggen (Tipulidae). De ondersoort komt voor in het Palearctisch gebied.